# گورگوآ
گورگوآ (انگلیسی: Gorogoa) یک بازی ویدئویی در سبک معمایی تک‌نفره می‌باشد که توسط جیسون رابرتس توسعه یافته و به‌دست آناپورنا اینتراکتیو نشر پیدا کرده است. این بازی در تاریخ ۱۴ دسامبر ۲۰۱۷ برای سکوهای مایکروسافت ویندوز، آی‌اواس و نینتندو سوئیچ در دسترس قرار گرفت. نسخهٔ کنسول‌های پلی‌استیشن ۴ و ایکس‌باکس وان در ۲۲ مه ۲۰۱۸، و اندکی پس از آن برای اندروید و کیندل فایر منتشر شد.